# Michele Antonio Vibò
Michele Antonio Vibò (Torino, 27 settembre 1630 – Torino, 12 febbraio 1713) è stato un arcivescovo cattolico italiano.

## Biografia
Era figlio di Pietro Vibò, cancelliere del duca Vittorio Amedeo I di Savoia.
Intrapresi gli studi ecclesiastici, frequentò il Collegio Romano di Roma e si laureò a Torino in utroque iure e in teologia. Divenne successivamente abate commendatario di San Pietro di Rivalta, nonché primo segretario dell'Ordine dei Santi Maurizio e Lazzaro e consigliere ducale.
Mentre ricopriva la carica di uditore generale della Legazione di Ravenna, divenne rettore del Contado Venassino nel 1672 (possedimento pontificio in Francia, retaggio del periodo avignonese), per volere di papa Innocenzo XI, incarico che resse per dieci anni.
Il 27 novembre 1690 fu nominato arcivescovo metropolita di Torino, carica che resse sino alla propria morte, sopraggiunta il 12 febbraio 1713.
Il 20 marzo 1700 fece affiggere sui muri della città di Torino un editto, con cui pretendeva di annullare gli editti del 1697 e del 1699 in materia tributaria. Con questi editti si violava l'immunità ecclesiastica e per impedire che nuovi beni godessero delle esenzioni spettanti ai chierici, si richiedeva che il placet per i nuovi chierici dovesse dipendere dall'approvazione dell'autorità tributaria, la quale pretendeva di commisurare il numero degli ecclesiastici alle esigenze delle parrocchie. Altri vescovi del Piemonte, fra cui quelli di Saluzzo, Fossano, Aosta e Ivrea pubblicarono editti simili. Il 12 maggio 1700 l'autorità reagì, dichiarando nulli gli editti dei vescovi. A questo punto monsignor Vibò il 17 luglio dello stesso fece pubblicare e affiggere un monitorio, in cui confermava il suo editto del 20 marzo e citava le autorità civili davanti al tribunale ecclesiastico, minacciando le pene canoniche per chi viola l'immunità della Chiesa. Il 17 agosto il Senato di Torino ordinò di strappare i manifesti vescovili e dichiarò nullo ogni provvedimento dell'arcivescovo. La situazione si avviò così a uno stallo, che fu risolto solo fra il 1727 e il 1728.

## Genealogia episcopale
La genealogia episcopale è:
- Cardinale Scipione Rebiba
- Cardinale Giulio Antonio Santori
- Cardinale Girolamo Bernerio, O.P.
- Arcivescovo Galeazzo Sanvitale
- Cardinale Ludovico Ludovisi
- Cardinale Luigi Caetani
- Cardinale Ulderico Carpegna
- Cardinale Paluzzo Paluzzi Altieri degli Albertoni
- Cardinale Gaspare Carpegna
- Arcivescovo Michele Antonio Vibò

## Stemma
| Immagine | Blasonatura |
| -------- | --- |
| \| \|    | Michele Antonio Vibò Arcivescovo metropolita di Torino Inquartato, al 1º e 4º d'argento, al tralcio di vite, di verde, con tre pampini e tre grappoli d'uva, di nero, posti in banda, al 2º e 3º d'azzurro, al sole d'oro. Motto: Spes mea Deus |
|          | |